# Ficus obliqua
Ficus obliqua är en mullbärsväxtart som beskrevs av G. Forster. Ficus obliqua ingår i släktet fikonsläktet, och familjen mullbärsväxter. Inga underarter finns listade i Catalogue of Life.

## Bildgalleri

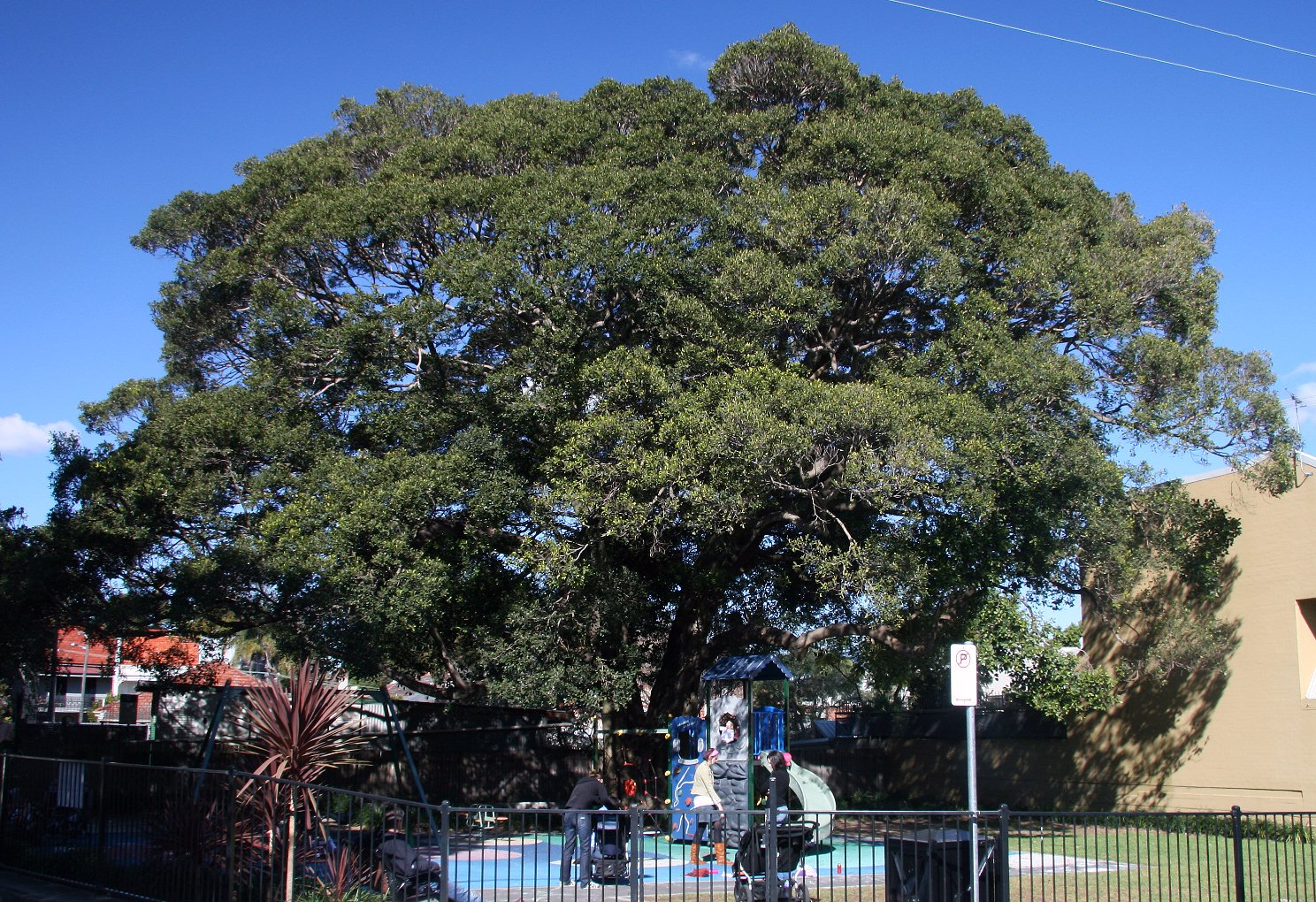
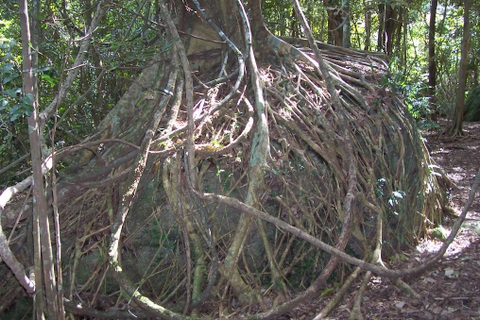
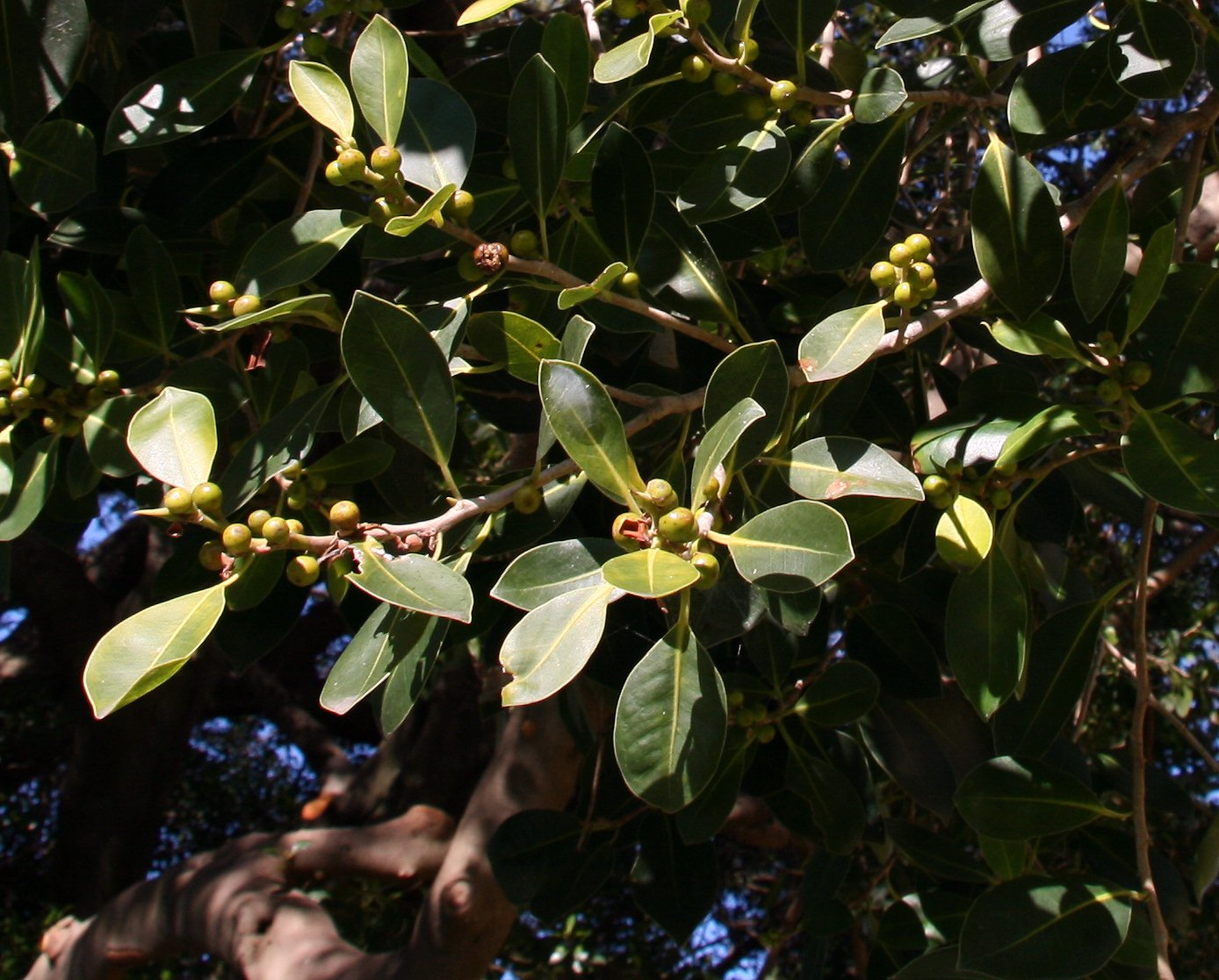
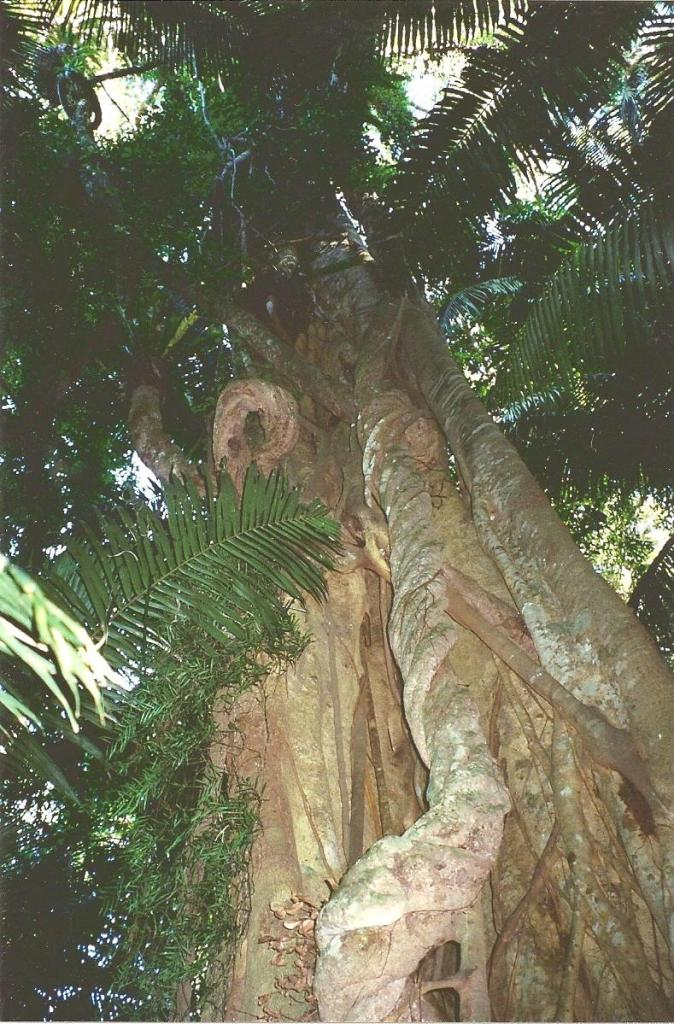
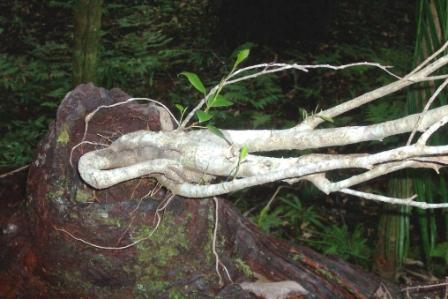
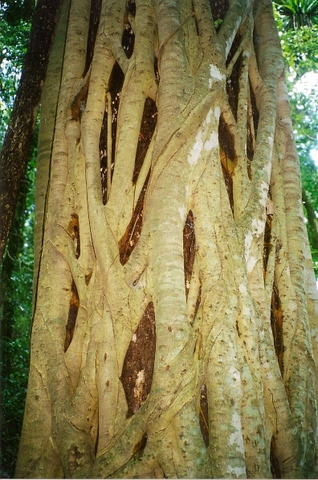